# 24 ore (competizione)
Con il termine generico di 24 ore (talora 24 Ore) si indica una competizione sportiva di durata.
Essa, come il termine indica, dura 24 ore e può essere svolta da un concorrente singolo, a squadre o a staffetta.
Le discipline in cui tale tipo di gara è più frequente sono l'automobilismo, l'atletica leggera, il nuoto e il ciclismo.
Trattasi di gare sulla distanza, che vedono vincitore l'atleta, il pilota o la squadra che allo scadere delle 24 ore abbiano percorso il tragitto più lungo.

## Gare di durata più famose sulle 24 ore

### Atletica leggera
- 24 ore del Delfino, gara italiana di ultramaratona che si svolge nel bergamasco

### Automobilismo
- 24 Ore di Daytona, negli Stati Uniti
- 24 Ore di Le Mans, in Francia, considerata la corsa di durata per antonomasia
- 24 Ore del Nürburgring, in Germania, per vetture Gran Turismo
- 24 Ore di Spa, in Belgio, prova del Campionato FIA Gran Turismo

### Ciclismo
- 24 ore di Finale Ligure, la prima 24 ore di mountain bike italiana, che si svolge a Finale Ligure in Liguria
- 24 ore Val Rendena, corsa di mountain bike che si svolge in Val Rendena, Trentino
- 24 ore Cremona, corsa di mountain bike che apre la stagione agonistica che si svolge a Cremona in Lombardia
- Castelli 24H, corsa di ciclismo su strada che si svolge a Feltre in Veneto.